# Георг I Мюнстербергский
Георг I Мюнстербергский (Йиржи из Минстрберка, Йиржи из Подебрад) (чеш. Jiří z Minstrberka, Jiří z Poděbrad, нем. Georg I. von Münsterberg-Oels, Georg I. von Podiebrad; 1 октября 1470, Замок Литице — 10 ноября 1502, Олесница) — граф Кладский (1498—1501), князь Зембицкий (герцог Мюнстербергский), Олесницкий и Волувский (1498—1502).

## Биография
Представитель чешского аристократического рода панов из Подебрад. Родился 1 октября 1470 года в замке Литице. Второй сын Йиндржиха I из Подебрад (1448—1498) и Урсулы Бранденбургской (1450—1508), дочери курфюрста Бранденбургского Альбрехта III Ахиллеса.
В июне 1498 года после смерти Йиндржиха I из Подебрад его сыновья Альбрехт, Георг и Карл получили в совместное владение Зембицкое и Олесницкое княжества, а также Кладское графство. При этом каждый из трех сыновей правил в своем уделе: Альбрехт в Кладско, Карл сначала в Зембице (а затем после постройки нового замка — в Зомбковице-Слёнске), а Георг — в Олеснице.
В 1498 году братья пригласили в Лёндек-Здруй Конрада фон Берга из Вена, который провел ряд научных исследований местной воды и признал её лечебной. В результате этого братья основали в этой местности первую здравницу. В то же время Альбрехт вместе с братьями Георгом и Карлом поддерживал своего тестя Яна Жаганьского в строительстве монастыря в Любенже. В 1499 году братья Альбрехт, Георг и Карл даровали Олеснице, затем Берутуву привилей на пивоварение и продажу пива в деревнях.
5 мая 1501 года из-за финансовых трудностей братья Георг, Карл и Альбрехт продали за 60 тысяч талеров Кладское графство своему будущему свояку, Ульриху фон Гардеггу (ум. 1535), сохранив пожизненный титул графа Кладского для себя и своих потомков по мужской линии. В том же 1501 году Георг и его братья Альбрехт и Карл передали в пожизненное владение город Волув со всеми окрестностями своему тестю Яна Жаганьскому, который в 1488 году потерял Глогувское княжество.
10 ноября 1502 года 32-летний бездетный Георг скончался в Олеснице. Его владения унаследовали его братья Альбрехт и Карл.

## Брак
7 января 1488 года в Глогуве Георг, как и его старший брат Альбрехт, женился на одной из дочерей Яна II Безумного, князя Жаганьского Ядвиге (1477 — 15 февраля 1524), от брака с которой не оставил потомства.